# 繁阳镇
繁阳镇，是中华人民共和国安徽省芜湖市繁昌区下辖的一个乡镇级行政单位，面积101平方公里，常住人口9.73万人。

## 行政区划
繁阳镇下辖以下地区：
团山社区、安定社区、春谷社区、新建社区、龙亭社区、云路社区、繁阳社区、西苑社区、新化社区、马坝社区、新光社区、繁海社区、范马村、铁门村、阳冲村、城西村、华阳村、铁塔村、戴店村、库山村、大阳村、茶山村、马厂村和缸窑村。